# Manuel Callo Zeballos
Manuel Callo Zeballos fue un político peruano. 
Fue elegido diputado por la provincia de Canchis en 1945 con 1701 votos por el partido Frente Democrático Nacional que postuló también a José Luis Bustamante y Rivero a la presidencia de la república.